# Korrö
Korrö är en tidigare hantverksby belägen söder om Växjö mellan Linneryd och Rävemåla invid Ronnebyån. 
Orten är belägen söder om sjön Viren och Ronnebyån delar sig här i två grenar. På ön mellan ågrenarna etablerades tidigt en kvarn. Det var på platsen lättare att dämma upp ån. 

## Historia
Under medeltiden fanns en kvarn på Korrö ägd av Växjö domkyrka men då fanns ännu inget tillhörande jordbruk.
Korro nämns första gången i 1565 års jordebok som skattejord. Jorden ägdes då av  Eskil Skräddare i Korra kvarn. Efter reformationen  införlivades egendomen av svenska kronan. Avgälden för kvarnen var 3 tunnor spannmål. Kvarnen var första verksamheten på platsen. På 1600-talet etablerades en böss- och rörsmedja med hammare men det blev en kort episod. 1646 köpte Håkan Nilsson Skytte (senare landshövding i Kristianstad län) Korrö kvarn. Skytte överlät senare köpet till landshövdingen i Kronobergs län Bengt Bagge. Hans arvingar var ägare in på 1700-talet. Under den här tiden förkovrades jordbruket på platsen och 1712 klassas Korrö som 1/4 mantal skattehemman, dessförinnan var det klassat som en utjord.
1740 förenades ägandet av kvarnen med ägandet av gården Korrö. Egendomen har sedan ägts av flera adliga släkter, ätterna Koskull, Berghman, Hård af Segerstad. 1742 hade platsen två hjulkvarnar i bruk. Gården var sedan gammalt en gård ägd av frälsesläkter men var aldrig egen sätesgård. 
P J Gullin köpte Korrö i slutet av 1700-talet. Han var  byggmästare då  Linneryds nya kyrka byggdes 1797-1798.

## Brunnen
På 1830-talet startas en brunnsverksamhet på Korrös egendom,  söder om Korrö gård, och öster om  dåvarande landsvägen. Vid brunnen fanns en huvudbyggnad, fyra badrum och en brunnshall, allt omgivet av en anlagd trädgård. Badgästerna bodde ofta i flyglarna på Korrö gård. Brunnshusen revs år 1914.

## Mangårdsbyggnaderna
1800-talets andra hälft kom att bli Korrös storhetstid. Omkring 1820 uppfördes huvudbyggnaden på ön i ån, och vid seklets mitt tillkom mangårdsbyggnaderna såväl öster som väster därom. De senare uppfördes som bostäder åt färgerifabrikören Widman och garverifaktorn Bredenberg vilka lokaliserade sina verksamheter till Korrö under 1840-talet.

## Hantverksbyn växer fram
1840 anlade garvaren Gustav Bredenberg  ett garveri på bolet. Han betalade då 52 riksdaler och 50 öre för upplåtelsen och ytterligare 7:50 för barkstampen. Garveriet fanns kvar till 1908. Garveriet hade kalkhus, drivhus, pressbod och på andra våningen verkstad, torkrum mangelbod och torkvind. Garveriet hade 23 kar, 7 i drivhuset, 6 i kalkhuset och 10 i karboden. 
1844 till 1922  fanns ett  färgeri anlagt av fabrikören Håkan Widman, som 1844 flyttade till Korrö från Torsås i Kalmar län. Han ägde färgeriet och stampen. Han lät också anlägga ett spinneri och väveri för att bereda arbete åt Korrös kvinnliga befolkning. Färgeribyggnaden är idag välbevarad med tidstypiska inventarier. På bottenvåningen finns de stora grytorna kvar. Även byns lilla butik med sin disk och kassalåda är bevarad. Övervåningen var beredningsplats för dekokter, och bredvid fanns torkvind och torkrum med lufttrumma. Lärlingskammaren i färgeriet användes som drängkammare åt Robert vid inspelningarna av filmen Utvandrarna.
En ny spannmålskvarn uppfördes 1848 i tre våningar och är ett bra exempel på 1800-talets byggnadskonst. I kvarnen finns runda träpelare som har tillhört Linneryd gamla kyrka. All inredning i kvarnen finns kvar som den var då kvarnen drevs.
Det fanns också en bysmedja och en skomakare. Bysmedjan hade mycket arbete med att sko hästar då Korrö låg utmed landsvägen.  I närheten anlades även ett gelbgjuteri. En såg anlades 1838 och den var sista verksamheten som lades ned 1948. Vid mitten av 1800-talet fick Korrö postkontor och från 1890 en handelsbod inrymd i herrgårdens ena flygel. Det fanns under en korttid också ett ångbageri på platsen.
Från den gamla hantverksmiljön finns kvarn, såg, garveri och färgeri bevarat.

## Uebel och bryggeriet
Bayraren Carl Fredrik Uebel flyttade på 1850-talet till Korrö som då var hans svärfars gård. 1864 köpte han hela Korrö. Han lät bygga om Korrö huvudbyggnad och lät starta ett bryggeri vid gården 1865. Uebel hade tidigare innehaft Växjö bayerska bryggeri och därför föll det sig naturligt för honom att grunda ett nytt bryggeri på Korrö. Han lät även anlägga en krog i den största av de tre källare som finns ingrävda i åsen strax innan första bron till byn. Platsen var livligt trafikerad av forkarlar med virkestransporter och myrmalmstransporter. Därför byggdes en ladugård för att härbärgera hästarna då kuskarna eller bönderna skulle anlita kvarn, såg eller smedja. Uebels tid som ägare på Korrö tog slut 1881. Bryggeriet låg på platsen där Korrös kök och restaurang nu ligger.  Byggnaden var 12 x 6 meter och 4,9 meter hög, ungefär samma mått som nuvarande restaurangkök. Ölet bryggdes i en stor inmurad koppargryta, golvet var lagt med kalkstensplattor. Vattnet till beredningen hämtades ur ån. Korröölet hade inte bästa rykte men åtgången var ändå god, eftersom landsvägen gick genom Korrö och många stannade till här och tog sig en öl eller två. Enligt Uebel tillverkades ”herrbir, frubir och lushundsbir”. Efter Uebels död fortsatte sonen verksamheten fram till 1890, då bryggeriet flyttades till Tingsryd. Några år efter nedläggningen revs byggnaden.

## Senare utveckling
Under de sista årtiondena av 1800-talet sker en kraftig befolkningsökning i byn. 10 olika hushåll  bor på Korrö. Under 1800-talets andra hälft tillkommer torpen Dufvelund, Ribban, Olsborg, Carlsberg som omnämns i mantalslängderna kring år 1880 och framåt.
I början av 1900-talet byggs landsvägen mellan Växjö och Karlskrona om. Tidigare gick vägen över ån och genom Korrös industrimiljö. Den nya sträckningen väster om Ronnebyån, tvärs över Korrös odlingslandskap passerar inte Korro. Industrimiljöns anknytning till vägen mellan Småland och Blekingekusten var försämrad. Då var det slut på framgången för hantverksbyn som successivt avvecklas.
Korrö ägdes av Konga AB, Djupafors fabriksaktiebolag samt Kockums järnverksaktiebolag under tidigt 1900-tal. Under 1920-talet övergav dessa ägare Korrö egendom och gården donerades till en stiftelse. 
1950-talet startades ett vandrarhem i Korrös mangårdsbyggnad. Under denna tid gjordes ett flertal ändringar i miljön, turbinen och dammbyggnaden togs bort på 1940-talet. Sågverksamheten läggs ner 1948 ner och fallet i ån stängs av med betongfundament. Omkring1950 styckas tomter av i Korrös odlingslandskap väster om Brovägen. Fastigheterna består av fritidshus och ligger på åkrar tillhörande Korrö. Under 1900-talet tillkommer även en bostadsbyggnad bakom herrgården som är kopplad till vandrarhemmets turismverksamhet. Under 1980-1990-talet byggdes ett bostadshus öster om Korrö intill den före detta landsvägen.

## Vandrarhemmet och restaurang
Gårdsbyggnaden arrenderades från 1950 av Svenska Turistföreningen som vandrarhem, 1960 skänktes byggnaden till föreningen.
Sedan 1950 har det funnits vandrarhem på Korrö fast idag kallas det för Korrö hotell och 2007 byggdes den nya restaurangen. Idag finns det 22 byggnader, varav fyra används som hotell och vandrarhem. Besökare kan ströva fritt i Korrö hantverksby – titta in i de gamla och nya byggnaderna och koppla av i den stämningsfulla miljön.
Korrö hantverksby förvaltas av en stiftelse som drivs av Tingsryds kommun, Smålands museum och Linneryds hembygdsförening. Området omfattas av en områdesbestämmelse som antogs år 1992. Här anges utökad bygglovsplikt för underhållsåtgärder för befintlig bebyggelse.
Idag är Korrö åter en aktiv plats med många arrangemang. Det största är Korrö folkmusikfestival. Festivalen är nordens största folkmusikfestival och har mycket trogna besökare.

## Miljön
Byn är omgivet av Korrö naturreservat och betesmarker. 
I den gamla byn återfinns följande byggnader.
| - Mangårdsbyggnad med flyglar - Färgeriet - Färgargården | - Sågen - Barkladan - Kvarnen | - Logen - Ölkällarna - Garvaregården | - Garveriet - Lustgården - Smedjegrund |